# Maurice De Meester
Maurice Karel De Meester (Gent, 11 januari 1890 - Brugge, 12 mei 1965) was een Belgisch architect.

## Levensloop
De Meester studeerde aan de Gentse Stedelijke Academie en ging vanaf 1912 werken bij een Gents aannemersbedrijf. In 1914 was hij oorlogsvrijwilliger. Nadat hij zwaar was gekwetst vertrok hij naar Nederland en bleef er actief als tekenaar. Van 1919 tot 1921 werkte hij bij architect L. Reynhart in Doornik.
In 1921 verhuisde hij naar Brugge, hiertoe aangezet door zijn legerkameraad dokter Louis De Winter en vestigde zich als architect. Hij huurde eerst een huis langs de Steenhouwersdijk, om na enkele jaren een merkwaardige woning te kopen op het Biskajersplein. Hij trouwde met Bertha Virginie Van de Weghe (1890-1974) en ze hadden een zoon Edmond De Meester (Rotterdam 1917 - Brugge 1997).
Hij kreeg weldra faam in het ontwerpen van gebouwen in een stijl die men 'modernisme' noemde. Hij ontwierp heel wat ziekenhuizen, onder meer in Ekeren, Geraardsbergen, Beveren-Waas, Oostende, Beernem, Izegem en De Haan (Zeepreventorium).
In Brugge ontwierp hij woningen en enkele merkwaardige gebouwen die sindsdien als erfgoed zijn aangeduid of als monument beschermd. 
Hij was 
- lid van de stedelijke Raadgevende Commissie voor Stedeschoon in Brugge
- voorzitter van de Bouwmeesterskring West-Vlaanderen
- lid van Rotary Club Brugge

## Ontwerpen

### Stad Brugge
- 1925-1930: kantoren voor de Nederlandsche Gist- en Spiritusfabriek, aan de Komvest, een uniek voorbeeld in Brugge van Nederlands modernisme, voor wat betreft de gevels en een uitstekend voorbeeld van art deco wat de inwendige architectuur betreft. Het gebouw is in 2004 als monument beschermd.
- 1928: huizen in de Stokersstraat, nummers 1-23 en 2-26, voor rekening van de Nederlandse Gist- en Spiritusfabriek gebouwd. Verzorgde gestileerde regionalistische stijl, beïnvloed door de Delftse architectuurschool.
- 1928: Filips de Goedelaan 1, burgerwoning.
- 1928: Gulden Vlieslaan 54, woning.
- 1930: herenhuis Julius en Maurits Sabbestraat 42. Een indrukwekkend half vrijstaand modernistisch huis, met art-deco-elementen, ontworpen als directeurswoning voor het marmerbedrijf Campers, gelegen Langerei.
- 1930: gebouw als uitbreiding van het 'Oosterlingenhuis', Oosterlingenplein 3.
- 1931: Biezenstraat, 3-5, twee bakstenen rijhuizen.
- 1932: Gerard Davidstraat 33, woonhuis.
- 1932: Scheepsdalelaan 17, woonhuis.
- 1933: Sint-Jozefskliniek, Komvest: apotheek en spreekkamer boven het terras aan de linkerzijde, zalen, hal en burelen aan de tuinzijde, vernieuwen van de ingang, afsluiting en inrij.
- 1933-1935: toevoeging van een 'rotonde' bij de door Huib Hoste ontworpen Sint-Jozefskliniek: centrale hal met halfronde uitbouw, een totaalconcept in art-decostijl.
- 1935: Koningin Elisabethlaan 60, woning
- 1936: Koningin Elisabethlaan 56, woning
- 1938: enkelhuis in rustieke stijl, Julius en Maurits Sabbestraat, 4
- 1938: Philipstockstraat 5: arduinen pui met entresol.
- 1939: Langerei 8-9, nieuwbouw aanleunende bij de grote poort van De Woeker.
- 1941: Geerwijnstraat 22 en 24: aanpassen op begane grond van een 16de en een 19de-eeuws huis.
- 1955: Hoogstraat 12-14-16, restauratie 16de-eeuwse panden, waaronder het huis van het ambacht van de goudsmeden

### Brugse randgemeenten
- 1925: Assebroek, Bossuytlaan 64 en 66, koppelwoning
- 1928: Sint-Kruis, Karel van Manderstraat 202, villa.
- 1930: Sint-Kruis, Brieversweg 67, villa in tuin.
- 1933: Assebroek, Bossuytlaan 10, Het Hollands Huis, woonhuis.
- 1933: Sint-Kruis, Marcus Laurinstraat 33, burgerwoning.
- 1933: Sint-Kruis, Marcus Laurinstraat 40 en 42: twee burgershuizen.
- 1934: Sint-Kruis, Maalsesteenweg 131-133-135, drie woonhuizen.
- 1935: Assebroek, Bossuytlaan 56, villa 'Vredester'
- 1935: Sint-Kruis, Prins Leopoldstraat 17, burgerwoning
- 1938: Sint-Kruis, Prins Leopoldstraat 19, burgerwoning.
- 1935: Sint-Kruis, Karel van Manderstraat 123, villa
- 1935: Sint-Andries, Gistelse Steenweg nummer 563. Hoekpand bij Bosdreef. Voormalige woonhuis van architect Marc Dessauvage.
- 1938: Sint-Kruis, Moerkerksesteenweg 80, burgerwoning.

### Andere gemeenten
- 1922: Knokke-Heist, Britspad 10 en Poolspad 2, gekoppelde villa "Kathaway".
- 1928: De Haan, Normandiëlaan 6, Cottagevilla van het dubbelhuistype.
- 1935: Knokke-Heist, Kustlaan 39, hoek Swolfstraat, "L'Elite", modernistisch hoekappartementsgebouw van vier bouwlagen
- 1960: Beernem, Psychiatrisch ziekenhuis Sint Amandus, bewoners- en patiëntenkapel.
- 1961: Beernem, Psychiatrisch ziekenhuis, feestzaal in de stijl van Expo 1958.
- 1965-1968: Beernem, Psychiatrisch ziekenhuis, kliniek Reigerlo.